# Shliajove
Shyjachove  (ucraniano: Шляхове) es una localidad del Raión de Podilsk en el Óblast de Odesa de Ucrania. Según el censo de 2001, tiene una población de 526 habitantes.